# Audace
Pour les articles homonymes, voir Audace (homonymie).
L'audace est le contraire de la peur. Être audacieux implique une volonté de faire les choses malgré les risques.
Par exemple, dans le contexte de la sociabilité, une personne audacieuse peut être prête à prendre le risque de la honte ou du rejet dans les situations sociales ou publiques, ou de faire face aux règles de l'étiquette ou de la politesse. 
L'audace peut être mise en relation avec le courage car il implique lui aussi de faire face à la peur à laquelle on est confronté. Un exemple personnifié de l'audace se trouve dans la mythologie grecque dans le personnage de Philémon.